# Canzoni da osteria
Canzoni da osteria è il 26º album in studio del cantautore italiano Francesco Guccini, pubblicato il 10 novembre 2023.

## Contenuti
È il seguito ideale del precedente disco, Canzoni da intorto, anche questo formato essenzialmente da cover come Amore dove sei di Giorgio Laneve, Chacarera del cincuenta y cinco, cantata in duetto con lo storico chitarrista Juan Carlos "Flaco" Biondini, e La tieta, cantata in lingua catalana, con la quale il cantautore si era già cimentato nell'album Ritratti del 2004 traducendola in dialetto modenese. Inoltre interpreta 21 aprile del cantautore greco Alex Devezoglu, traducendola in italiano (tranne una strofa che viene cantata in lingua originale).

## Tracce
1. Bella ciao – 3:17 (tradizionale)
2. Jacinto Chiclana – 2:47 (testo: Jorge Luis Borges – musica: Astor Piazzolla)
3. Amore dove sei – 2:55 (Giorgio Laneve)
4. Maria la guerza – 3:20 (Luciano Trombetti, L'Andrícca)
5. Yo quiero un caballo negro – 2:39 (Atahualpa Yupanqui)
6. La tieta – 5:33 (Joan Manuel Serrat e Pablo Del Cerro)
7. Il canto dei battipali – 2:38 (tradizionale veneziano)
8. Hava Nagila – 2:13 (testo: Abraham Zevi Idelsohn – musica: tradizionale)
9. The last thing on my mind – 3:34 (Tom Paxton)
10. Chacarera del cincuenta y cinco – 2:57 (Gerardo Núñez, Pepe Núñez)
11. Maduneina dal bourg San Pir – 3:28 (Quinto Ferrari)
12. Cotton fields – 1:44 (Lead Belly)
13. Sur – 3:40 (Homero Nicolas Manzione, Anibal Carmelo Troilo)
14. 21 aprile – 4:15 (testo: Francesco Guccini e Alex Devezoglu – musica: Alex Devezoglu)